# Tears Getting Sober (sang)
"Tears Getting Sober" er en sang af den bulgarske sanger Victoria Georgieva. Den skal repræsentere Bulgarien ved Eurovision Song Contest 2020.